# Paul Bogdan
Paul Bogdan (Hildesheim, 1993) è un giocatore di football americano tedesco che milita nel ruolo di wide receiver nei New Yorker Lions.